# المصحة العسكرية الجهوية متعددة الاختصاصات بالقيروان
المصحة العسكرية الجهوية متعددة الاختصاصات بالقيروان هي مؤسسة صحية تونسية توفر الرعاية الطبية دون إقامة. دشنها وزير الدفاع الوطني كمال مرجان في 24 يوليو 2008. ماليا وإداريا، ترجع بالنظر إلى الإدارة العامة للصحة العسكرية التابعة لوزارة الدفاع الوطني.

## المهام
تتمثل مهام المصحة في:
- تقديم خدمات صحة في الطب العام وطب الأسنان وطب الاختصاص، إلى جانب التصوير الطبي والتحاليل المخبرية.
- المصادقة على مذكرات استرجاع مصاريف العلاج.
- التقليص من عدد المرضى في المستشفى العسكري الأصلي للتعليم بتونس.

## النشاطات
العيادات المتخصصة في المصحة هي التالية:
أما العيادات اليومية فهي:
- عيادة الطب العام
- عيادة طب الأسنان

بالنسبة للخدمات الطبية المشتركة فهي التحاليل الطبية والتصوير بالأشعة. بقية الخدمات هي الصيدلة والمكتب الجهوي لإسترجاع مصاريف العلاج.

## روابط خارجية
- صفحة المصحة على موقع وزارة الدفاع.